# 木下龍太郎
木下 龍太郎（きのした りゅうたろう、1938年1月7日 - 2008年9月22日）は、栃木県塩谷郡船生村（現：塩谷町）出身の作詞家。本名・斎藤一夫（さいとう かずお）。

## 略歴
- 水森かおりの「鳥取砂丘」「五能線」をはじめご当地ソングの作詞が多い。
- 2004年日本作詩大賞受賞（水森かおり「釧路湿原」）。
- 2008年9月22日、肺癌のため死去。同年、第50回日本レコード大賞特別功労賞受賞。

## 作詞楽曲
- 石原裕次郎「風花の宿」
- 市川由紀乃「越後絶唱」「海峡氷雨」「能登絶唱」「さいはて海峡」「娘道成寺」「横笛物語」
- 五木ひろし「汽笛」
- ヴォーチェ・アンジェリカ「忘れな草をあなたに」
- 大泉逸郎「なごり船」「酒田港」
- 大月みやこ「サラリーマン小唄」「柏おどり」*補作
- 大津美子「闘牛士のボレロ」
- 音羽しのぶ「明日川」「最終霧笛」
- 鏡五郎「淡雪の橋」「天野屋利兵衛」「男の流転」
- 春日八郎「東京・裏町・かもめ唄/東京酒場」「ふたり道」
- 角川博「情夜灯」「宿時雨」
- 金田たつえ「金沢情話」「母恋巡礼」「黒髪ざんげ」
- 狩人「磐越西線」
- 川野夏美「室戸岬」「利尻水道」
- 北島三郎「峠」「夜汽車」
- 北原ミレイ「番屋」
- 北山たけし「筑後川」
- 香田晋「越後湯沢駅」
- 小金沢昇司「北都物語」「湾岸ホテル」
- 小桜舞子「浜あざみ」「堀部安兵衛の妻」「おばこ吹雪」
- 榊原郁恵「しあわせのうた」※みんなのうた
- 三代目コロムビア・ローズ「零時の街角」
- 島倉千代子「北どまり」
- 大道マコ「母水仙」
- 千葉真一「野良犬のブルース」
- 天童よしみ「あんたの花道」「幸せはすぐそこに」
- 永井裕子「雪港」「明日に咲け」「恋雨港」「渡し舟」-デュエット西方裕之
- 永井みゆき「地吹雪情話」
- 長保有紀「城ヶ島雨情」「雪国紅葉」
- 長山洋子「遠野物語」
- 新沼謙治「飛行機雲」
- 西方裕之「未練の風が吹く」「愛始発」
- 橋幸夫「盆ダンス」
- 氷川きよし「花の渡り鳥」
- 美咲じゅん子「いで湯川」
- 水森かおり「東尋坊」「鳥取砂丘」「釧路湿原」「五能線」「熊野古道」「輪島朝市」
- 南かなこ「ふるさと帰行」「望郷北岬」
- 三橋美智也「鳴門海峡」
- 宮路オサム「根室の辰」
- 森進一「雨の空港」
- 山内惠介「流氷鳴き」
- 山口ひろみ「知床番屋」
- 米倉ますみ「おんな酒」「母ざんげ」

| スタブアイコン | サブスタブ | この項目は、まだ閲覧者の調べものの参照としては役立たない、音楽関係者（バンド等）に関連した書きかけの項目です。この項目を加筆・訂正などしてくださる協力者を求めています（P:音楽/PJ:芸能人）。 |